# Der Geisterkickboarder
Der Geisterkickboarder ist eine Kinderbuch-Serie des Schweizer Autors Stefan Baiker, die in dessen Eigenverlag Geisterkickboarder GmbH erscheint. Die dazugehörende Hörspielserie wird in Schweizer Mundart von demselben Verlag veröffentlicht.

## Hintergrund
Alles begann 2014 mit einer Gutenachtgeschichte, die der Autor Stefan Baiker seinem damals sechsjährigen Sohn erzählte. Wie jeden Abend musste der Vater Geschichten erzählen. Vater und Sohn hatten den ganzen Nachmittag in einem Skatepark verbracht, und Hunderte von Kickboards waren an Baikers vorbeigerauscht. Dieses Bild blieb in seinen Gedanken hängen. Da Kinder auch Geistergeschichten lieben, dachte er gar nicht lange nach und fing zu erzählen an: «Es war einmal ein Geisterkickboarder und der hat seine Stadt beschützt!» Monate später, nach vielen Recherchen, entschloss sich Baiker zu dem Thema eine Kinderbuchserie zu schreiben. Laut Eigenangabe wurden im Mai 2018 wöchentlich 100 Bücher verkauft.

## Handlung
Der Geisterkickboarder, ein zehnjähriger Junge mit schwarzer Augenmaske und Kickboard sowie Samuri, ein geheimnisvolles, elfjähriges Mädchen auf Inlineskates sind die Helden. Nur die Eltern des Geisterkickboarders wissen, dass hinter den Verkleidungen Sven und Sarah stecken. Der Geisterkickboarder und Samuri beschützen die Schwachen und bekämpfen die Verbrecher ihrer Stadt und Umgebung. Die beiden wohnen in Wetzikon, einer kleinen Schweizer Stadt im Zürcher Oberland. Zusammen nehmen sie es gegen die Totenkopfbande auf, bringen den notorischen Ausbrecherkönig Jakob Stark wiederholt hinter Gitter und lösen die kniffligsten Fälle. Sie bekämpfen Gespenster, Mumien und böse Zauberer und legen selbst der berüchtigten Kobrabande das Handwerk. Nie, wirklich nie darf jemand verletzt werden. Das ist das oberste Gebot des Heldenteams. Unterstützt werden sie von Tom Krause, dem Vater von Sven. Dieser ist von Beruf Raketeningenieur und kann die tollsten Dinge bauen. Er hat die ganze Spezialausrüstung für das GKB-Team selbst gebastelt und ist der engste Berater der Helden von Wetzikon. Von seiner Geheimzentrale aus, die im Kellergeschoss des Einfamilienhauses der Krauses untergebracht ist, hilft er den Kindern, wo immer er nur kann.

## Figuren

### Sven Krause / Geisterkickboarder
Sven ist ein ganz normaler zehnjähriger Junge, der im Schulhaus Robank in Wetzikon in die vierte Klasse geht. Wie die meisten Jungen in seinem Alter liebt er Sport und unternimmt gerne etwas mit seinen Freunden. Niemand außer seinen Eltern und seiner Klassenkameradin Sarah wissen, dass er der geheimnisvolle Geisterkickboarder ist, der die Schwachen beschützt und das Verbrechen bekämpft.

### Sarah Weber / Samuri
Das elfjährige Mädchen geht mit Sven in die Schule. Sie ist die Einzige in der Klasse, die weiß, dass Sven der Geisterkickboarder ist. Auf ihren Inlineskates ist sie kaum zu stoppen und hilft als Samurai verkleidet dem Geisterkickboarder, wann und wo sie nur kann.

### Tom Krause
Svens Vater ist von Beruf Raketeningenieur. Er hat die Spezialausrüstung für das GKB-Team gebastelt und hilft den Kindern, auch die kompliziertesten Fälle zu lösen.

### Inspektor Gruber
Der Inspektor der Stadtpolizei ist froh, immer wieder auf die Unterstützung des GKB-Teams zählen zu können. Selbst er weiß nicht, wer sich hinter der Maske des Geisterkickboarders und der Verkleidung Samuris verbirgt.

## Werke

### Bücher
Seit 2015 erscheinen jährlich 1 bis 2 Bände. Jedes Buch beinhaltet 6 bis 10 einzelne Geschichten. Zusätzliche Verständnisfragen folgen nach jedem Kapitel. Seit 2019 werden zusätzlich Rätselbüchlein des Geisterkickboarders veröffentlicht, eine Mischung aus Rätseln, kurzen Comics und einer Geschichte.
| Band | Titel: Der Geisterkickboarder … | Erscheinungsjahr | ISBN                   |
| ---- | ------------------------------- | ---------------- | ---------------------- |
| 1    | … auf der Jagd                  | 2015             | ISBN 978-3-9524505-0-5 |
| 2    | … auf Spurensuche               | 2015             | ISBN 978-3-9524505-1-2 |
| 3    | … erhält Hilfe                  | 2016             | ISBN 978-3-9524505-6-7 |
| 4    | … unter Verdacht                | 2016             | ISBN 978-3-9524505-9-8 |
| 5    | … kämpft weiter                 | 2017             | ISBN 978-3-9524769-0-1 |
| 6    | … gibt nicht auf                | 2017             | ISBN 978-3-9524769-1-8 |
| 7    | … auf Mission                   | 2018             | ISBN 978-3-9524769-2-5 |
| 8    | … in der Falle                  | 2019             | ISBN 978-3-9524769-3-2 |
| 9    | … wird vermisst                 | 2020             | ISBN 978-3-9524769-7-0 |
| 10   | … auf Siegeskurs                | 2021             | ISBN 978-3-9524769-8-7 |
| 11   | … in Bedrängnis                 | 2022             | ISBN 978-3-9525439-2-4 |
| 12   | … hält Wort                     | 2023             | ISBN 978-3-9525439-3-1 |
| 13   | … Tempel der schreienden Kobras | 2024             | ISBN 978-3-9525439-5-5 |

| Band | Titel: Der Geisterkickboarder | Erscheinungsjahr | ISBN                   |
| ---- | ----------------------------- | ---------------- | ---------------------- |
| 1    | Spiel & Spaß Büchlein – Nr. 1 | 2018             | ISBN 978-3-9524769-4-9 |
| 2    | Spiel & Spaß Büchlein – Nr. 2 | 2019             | ISBN 978-3-9524769-5-6 |
| 3    | Spiel & Spaß Büchlein – Nr. 3 | 2019             | ISBN 978-3-9524769-6-3 |
| 4    | Meine Freunde                 | 2022             | ISBN 978-3-9525439-1-7 |

### Dialekt-HörspieleSchwiizerdütsch
Die ersten beiden Bände wurden von Alex Moser, Radiosprecher bei Radio SRF, in Schweizer Mundart umgeschrieben und als Hörspiele von der Geisterkickboarder GmbH produziert. Neben anderen Stimmen ist Alex Moser der Hauptsprecher der Hörspiele.
| Band | Teil | Titel: De Geischter-Kickboarder vo Wetzike (CD)… | Erscheinungsjahr | ISBN                   |
| ---- | ---- | ------------------------------------------------ | ---------------- | ---------------------- |
| 1    | 1    | … uf de Jagd                                     | 2016             | ISBN 978-3-9524505-2-9 |
| 1    | 2    | … uf de Jagd                                     | 2016             | ISBN 978-3-9524505-3-6 |
| 2    | 1    | … uf Spuresuechi                                 | 2016             | ISBN 978-3-9524505-7-4 |
| 2    | 2    | … uf Spuresuechi                                 | 2016             | ISBN 978-3-9524505-8-1 |

## Illustrationen
Die beiden Illustratorinnen, Mia Liu und Fenja Zhang, leben in Taiwan und zeichnen im Manga-Stil, welcher in Asien verbreitet ist. Bei den Zeichnungen wurde besonders viel Wert daraufgelegt, dass die Handlungsorte, welche vor allem im Zürcher Oberland spielen, detailgetreu wiedergegeben werden.